# Tritoniopsis parviflora
Tritoniopsis parviflora är en irisväxtart som först beskrevs av Nikolaus Joseph von Jacquin, och fick sitt nu gällande namn av Gwendoline Joyce Lewis. Tritoniopsis parviflora ingår i släktet Tritoniopsis och familjen irisväxter.

## Underarter
Arten delas in i följande underarter:
- T. p. angusta
- T. p. parviflora